# A Közép-európai Egyetem híres személyeinek listája
Az alábbi lista a Közép-európai Egyetem híres öregdiákjait és munkatársait tartalmazza.

## Öregdiákok

### Oktatás
- Andrei Oișteanu, román történész[1]
- Florian Bieber luxemburgi politológus[2]
- Giedrė Mickūnaitė oktató[3]
- Gustavs Strenga lett történész[4]
- Janja Hojnik szlovén közgazdász[5]
- Juhan Kreem észt történész[6]
- Magyari Tivadar romániai magyar egyetemvezető, rektorhelyettes, a Magyar Felsőoktatási Akkreditációs Bizottság (MAB) nemzetközi szakértője[7]
- Martin Mölder észt politológus[8]
- Nagy Csongor István a Szegedi Tudományegyetem Állam- és Jogtudományi Karának oktatója[9]
- Ivan Jurković horvát történész[10]
- Ivan Lesay szlovák politológus[11]
- Srđan Cvijić szerb politológus[12]
- Tomasz Kamusella lengyel politológus[13]
- William Klinger horvát történész[14]

### Művészetek
- Anna Brzezińska lengyel fantasyíró[15]
- Dylan Mohan Gray kanadai filmrendező[16]
- Markos Kounalakis amerikai újságíró[17]
- Mima Simić horvát írónő[18]
- Nicu Popescu moldáv író[3]
- Rostyslav Pavlenko ukrán író[2]
- Ruxandra Cesereanu román költő[19]

### Üzleti élet
- Böszörményi-Nagy Gergely üzletember[4]
- Nerijus Dagilis litván üzletember[5]

### Kormányzat és jog
- Berényi József szlovákiai magyar politikus[1]
- Dijana Vukomanović szerb politikus[2]
- İlqar Məmmədov azerbajdzsáni politikus[19]
- Járóka Lívia, az Európai Parlament magyar tagja[4]
- Gent Cakaj koszovói politikus[5]
- Giorgi Margvelasvili grúz politikus, korábban Grúzia elnöke[6]
- Lolita Čigāne lett politikus[7]
- Mihail Popșoi moldáv politikus[8]
- Meszerics Tamás magyar EP képviselő[9]
- Monica Macovei román politikus[10]
- Mailis Reps észt oktatási miniszter[11]
- Marija Golubeva lett politikus[12]
- Kádár Barnabás magyar politikus[13]
- Khatia Dekanoidze grúz politikus[14]
- Ketevan Tsikhelashvili grúz politikus[15]
- Kovács Zoltán történész, politikus, Magyarország kormányának nemzetközi szóvivője[16]
- Kristina Kallas észt politikus[17]
- Kumin Ferenc New York-i főkonzul[20]
- Peter Bročka szlovák politikus[21]
- Orsat Miljenić horvát jogász[22]
- Raluca Prună román politikus[23]
- Tina Khidasheli grúz jogász[24]
- Tsvetelina Penkova bolgár európai parlamenti képviselő[25]
- Veiko Spolītis lett politikus[26]

### Társadalomtudományok
- Bojan Aleksov szerb emberi jogi aktivista[27]
- Kadri Aavik finn szociológus[28]
- Mariana Kotzeva bolgár statisztikus, az Eurostat igazgatója[29]
- Romaniţa Iordache román emberjogi aktivista[30]

### Tudomány és technológia
- Ürge-Vorsatz Diána magyar fizikus[31]
- Hossein Sadri iráni-török tudós[32]

## Munkatársak
- Shlomo Avineri (1933–2023) politikatudomány, filozófia
- Balázs Péter (1941-) volt magyar külügyminiszter; nemzetközi kapcsolatok
- Barabási Albert László (1967-) hálózatkutató
- Bodnár Judit (1963-) szociológus
- Bodnár M. István (1958-) filozófus
- Bokros Lajos (1954-) volt magyar pénzügyminiszter; közgazdaságtan
- Boytha György (1929-2010) jog
- Csaba László (1954-) közgazdaságtan
- Cole Durham (1948-) jog
- Allen Feldman kulturális antropológia
- Enyedi Zsolt (1967-) politikatudomány
- Ernest Gellner (1925-1995) filozófia
- Farkas Katalin (1970-) filozófia
- Patrick J. Geary (1948-) történelem
- Geréby György (1957-) filozófus, filozófiatörténész
- Gerő András (1952–2023) történelem
- Herbert Gintis (1940-) közgazdaságtan
- Hanák Péter (1921-1997) történelem
- Donald L. Horowitz (1939-) jog és politikatudomány
- Julius Horvath (1955-) közgazdaságtan
- Don Kalb (1959-) szociológia, szociális antropológia
- Karády Viktor (1936) franciaországi magyar szociológus, társadalomtörténész, az MTA tagja
- Kis János (1943-) politikatudomány, filozófia
- Klaniczay Gábor (1950-) történelem
- John Doyle Klier (1944-2007) történelem
- Kontler László (1959-) történész
- Kornai János (1928–2021) közgazdaságtan
- Kovács András (1947–) szociológus
- Tijana Krstić (1975-) történész
- Will Kymlicka (1962-) filozófia
- Laszlovszky József (1954-) régész
- Michael Laurence Miller (1969-) nacionalizmus tanulmányok
- Vlad Naumescu (1977-) vallásantropológus
- Wiktor Osiatynski (1945-2017) jog
- Anton Pelinka (1941-) politikatudomány
- Perczel István (1957-) történész, vallástörténész
- Steven Plaut (1951-2017) nemzetközi kapcsolatok, politikatudomány
- Prem Kumar Rajaram szociológus
- Alfred J. Rieber (1931-) történelem
- Howard Robinson (1945-) filozófia
- Michael Roes (1960-) filozófia, antropológia
- Jacek Rostowski (1951-) volt lengyel pénzügyminiszter
- Sajó András (1949-) jog
- Robert Sauer közgazdaságtan
- Diane Stone közpolitika
- Tóka Gábor politikatudomány
- Tóth István György (1956-2005) történész
- Ürge-Vorsatz Diána (1968-) klímakutató, az IPCC magyar tagja
- Carsten Wilke (1962-) történész, vallástudós
- Várady Tibor (1939-) volt jugoszláv igazságügyminiszter; jog
- Susan Zimmermann (1960-) történész